# WMO kód
WMO kód je číselný identifikační kód přidělený Světovou meteorologickou organizací (WMO) každé oficiálně uznané meteorologické stanici. Kód se obvykle skládá z pěti číslic, z nichž první dvě identifikují stát, ve kterém se daná meteorologická stanice nachází; poslední tři číslice jednoznačně identifikují uvažovanou meteorologickou stanici. 
Vzhledem k tomu, že většina oficiálních meteorologických stanic je umístěna v letištních oblastech, kód WMO také nepřímo identifikuje letiště, kde se nachází zkoumaná meteorologická stanice, čímž se oboustranně spojí s kódem ICAO; pokud je meteorologická stanice umístěna mimo oblast letiště, používá se kód WMO pro tuto konkrétní zeměpisnou oblast.

## Identifikace v České republice
V České republice je každá meteorologická stanice identifikována kódem WMO 11XYZ, kde číslo 11 je číselný identifikátor společný pro Česko, Rakousko a Slovensko.